# Takeshi Kaneshiro

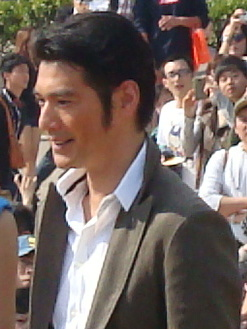
Takeshi Kaneshiro, 2011

Takeshi Kaneshiro (chinesisch 金城武, Pinyin Jīnchéng Wǔ, Jyutping Gam1Sing4 Mou5, jap. 金城 武 Kaneshiro Takeshi; * 11. Oktober 1973 in Taipei, Taiwan) ist ein taiwanisch-japanischer Schauspieler.

## Leben
Takeshi Kaneshiro spricht fünf Sprachen (Hochchinesisch, Japanisch, Taiwanisch, Kantonesisch, Englisch) fließend und ist auch unter dem Namen Gumsing Mo (kantonesisch) bekannt. Neben „harten“ Charakteren wie dem prototypischen gefühlskalten Killer spielt er auch sanfte und weiche Figuren.
Takeshi Kaneshiro stand bereits mit 15 Jahren für Werbeaufnahmen vor der Kamera, wurde später von einer Musikfirma entdeckt, die seine Gesangskarriere förderte. So landete er einige Hits und avancierte zum beliebten Popidol. Dies sicherte ihm vermehrte Aufmerksamkeit, Castings für Fernsehproduktionen folgten, wo er in der Folgezeit mit Teenager-Rollen besetzt wurde. 1994 gelang ihm mit der Rolle des melancholischen Polizisten in Wong Kar-Wais Chungking Express ein Achtungserfolg. Ein Jahr später entstand in einer weiteren Zusammenarbeit mit dem Hongkong-Regisseur Fallen Angels, in dem Kaneshiro einen stummen Einzelgänger mimt. Dies bedeutet gleichzeitig den Durchbruch als Jungschauspieler in Hongkong.
Im ersten, dritten und vierten Teil der Videospiel-Serie Onimusha lieh er dem Protagonisten Akechi Samanosuke sowohl Aussehen als auch Stimme. Auch seine Bewegungen wurden mittels Motion-Capture-Verfahren ins Spiel übertragen.
2018 wurde er in die Academy of Motion Picture Arts and Sciences berufen, die jährlich die Oscars vergibt.

## Filmografie
- 1992: Grass Scholar (Fernsehserie)
- 1993: Heroic Trio 2: Executioners
- 1994: Chungking Express (Chung hing sam lam)
- 1994: Mermaid Got Married
- 1994: Don’t Give a Damn
- 1994: The Worth of Silence
- 1994: No Sir
- 1995: Young Policemen in Love
- 1995: Fallen Angels (Duo luo tian shi)
- 1995: Forever Friends
- 1995: Dragon Kids (Zhong Guo long)
- 1995: School Days
- 1995: Trouble Maker
- 1995: Seiya no kiseki (聖夜の奇跡, engl. Miracle On A Christmas Night) (Fernsehserie)
- 1995: Colour of Amour (Fernsehserie)
- 1996: The Feeling of Love
- 1996: The Jail In Burning Island
- 1996: Lost and Found
- 1996: Jet Li: Die Schrift des Todes (Mo him wong)
- 1997: Shanghai Hero – The Legend (Ma Wing Jing)
- 1997: Downtown Torpedos
- 1997: The Odd One Dies (Liang ge zhi neng huo yi ge)
- 1997: First Love: The Litter on the Breeze
- 1998: Too Tired to Die
- 1998: Anna Magdalena (Ngon na ma dak lin na)
- 1998: Sleepless Town
- 1998: Misty
- 1998: Kami-sama, mō sukoshi dake (神様、もう少しだけ, engl. God, Please Give Me More Time) (Fernsehserie)
- 1999: Tempting Heart
- 1999: Tarzan (Synchronisation Kantonesisch, Mandarin und Japanisch)
- 2000: Space Travelers
- 2000: Lavender
- 2000: 2000-nen no koi (二千年の恋, nisennen no koi, engl. Love 2000) (Fernsehserie)
- 2002: Returner – Kampf um die Zukunft (Ritānā)
- 2002: Golden Bowl (ゴールデンボウル, gōruden bōru) (Fernsehserie)
- 2003: Turn Left, Turn Right
- 2004: House of Flying Daggers (Shí Miàn Mái Fú)
- 2005: Perhaps Love
- 2006: Confession of Pain
- 2007: The Warlords (Tau ming chong)
- 2008: Accuracy of Death
- 2008: Red Cliff
- 2009: K-20 – Die Legende der schwarzen Maske
- 2009: Red Cliff II
- 2011: Dragon (Wu xia)
- 2014: The Crossing I
- 2015: The Crossing II
- 2016: See You Tomorrow
- 2017: This Is Not What I Expected